# Pippo casalingo
Pippo casalingo (Father's Day Off) è un film del 1953 diretto da Jack Kinney. È un cortometraggio animato della serie Goofy, prodotto dalla Walt Disney Productions, uscito negli Stati Uniti il 28 marzo 1953 e distribuito dalla RKO Radio Pictures. A partire dagli anni novanta è più noto come Un papà tuttofare.

## Trama
La moglie di Pippo se ne va e Pippo deve stare a casa a svolgere le faccende domestiche e anche accudire il figlio, qui chiamato George, siccome è sabato e non c'è scuola. Mentre svolge le faccende in modo approssimativo, Pippo deve vedersela anche con il figlio e il loro cane domestico, che continuano a rendergli il lavoro più difficile. A un certo punto Pippo risponde al telefono, ma dimentica di riattaccare, lasciando la cornetta accanto alla radio accesa, durante la trasmissione di un programma poliziesco. La centralinista, sentendo una frase del programma, crede che ci sia un omicidio e chiama la polizia. Dopo che la moglie è tornata, arrivano i vigili del fuoco e i poliziotti; in quel momento il ferro da stiro, dimenticato acceso da Pippo, cade dal piano superiore e finisce in testa a lui, stordendolo. La polizia crede che Pippo sia la persona assassinata e di conseguenza i giornalisti lo fotografano.

## Distribuzione

### Edizioni home video

#### VHS
- Il mondo di Pippo (ottobre 1986)[1]

#### DVD
Il cortometraggio è incluso nel DVD Walt Disney Treasures: Pippo, la collezione completa.